# Roger Vadim
Roger Vadim Plemiannikov (París, 26 de enero de 1928-París, 11 de febrero de 2000) fue un director cinematográfico, realizador, actor y escenógrafo francés de origen ruso.

## Biografía
Vadim fue registrado al nacer como Roger Vadim Plemiannikov (a veces transliterado Plemiannikoff), en París. Su padre, Igor Nikolaevich Plemiannikov, militar y pianista ruso blanco, había emigrado del Imperio ruso y se había nacionalizado francés. Fue vicecónsul de Francia en Egipto, destinado en Alejandría, y más tarde destinado a Mersin, Turquía, como cónsul. La madre de Vadim, Marie-Antoinette (de soltera Ardilouze), fue actriz de teatro. Tuvo una hermana, Hélène Plemiannikov (1929-2022). Aunque Vadim vivió como hijo de diplomático en el norte de África y Oriente Próximo en su primera juventud, la muerte de su padre cuando Vadim tenía nueve años hizo que la familia regresara a Francia, donde su madre encontró trabajo dirigiendo un albergue en los Alpes franceses, que funcionaba como estación de paso para judíos y otros fugitivos que huían del nazismo.
Vadim estudió periodismo y escritura en la Universidad de París, sin licenciarse.

## Trayectoria
Debutó como actor de teatro en 1947. A los 19 años, se convirtió en ayudante del director de cine Marc Allégret, a quien conoció mientras trabajaba en el Teatro Sarah Bernhardt, y para quien trabajó en varios guiones. Fue ayudante de dirección en Blanche Fury (1948), un melodrama sin éxito comercial que Allegret rodó en inglés para una compañía británica. Vadim fue uno de los guionistas de la película franco-británica de Allegret El corazón desnudo (1950), también conocida como Maria Chapdelaine, protagonizada por Michèle Morgan, y ayudante de dirección. Se rodó en versión francesa e inglesa. Blackmailed (1951) fue otra película que Allegret dirigió en Inglaterra, protagonizada por Mai Zetterling y Dirk Bogarde; Vadim fue acreditado como uno de los guionistas. También fue uno de los guionistas de Allegret en La demoiselle et son revenant (1952).
Sus comienzos como director de cine se sitúan en 1956 con la película Et Dieu… créa la femme (Y Dios… creó a la mujer) en la que se dio a conocer la joven Brigitte Bardot. De esta película rodaría tres décadas después una nueva versión con la actriz estadounidense Rebecca De Mornay.
Otro de sus filmes más reseñables es Les liaisons dangereuses (1959), adaptación del libro Las amistades peligrosas. El papel protagonista lo hizo Jeanne Moreau.
En 1960 dirigió la coproducción Et mourir de plaisir, una adaptación de la novela de vampiros Carmilla de Sheridan Le Fanu, con Mel Ferrer (Leopoldo De Karnstein), Elsa Martinelli (Georgia Monteverdi) y Annette Strøyberg (Carmilla) como protagonistas.
En 1968 dirigió a Jane Fonda, en ese entonces su esposa, en el clásico de  ciencia ficción Barbarella, basado en cómic francés del mismo nombre, que fue un éxito.

## Vida personal
Vadim fue célebre por sus romances y matrimonios con jóvenes y bellas actrices. Mediada la treintena, convivió con la aún adolescente Catherine Deneuve, con la que tuvo un hijo, Christian Vadim, antes de casarse con Fonda. También mantuvo una relación con Margaret Markov, Sylvia Kristel y Cindy Pickett.Más tarde, convivió con la guionista Ann Biderman durante varios años, anunciando su compromiso en 1984, pero la pareja nunca se casó.

### Matrimonios
- Brigitte Bardot, 20 de diciembre de 1952-6 de diciembre de 1957 (divorciados)
- Annette Stroyberg, 17 de junio de 1958-14 de marzo de 1961 (divorciados); una hija (Nathalie) nacida el 7 de diciembre de 1957
- Jane Fonda, 14 de agosto de 1965-16 de enero de 1973 (divorciados); una hija (Vanessa) nacida el 28 de septiembre de 1968
- Catherine Schneider, 13 de diciembre de 1975-10 de junio de 1977 (divorciados); un hijo (Vania) nacido el 6 de abril de 1974
- Marie-Christine Barrault, 21 de diciembre de 1990-11 de febrero de 2000 (su muerte).

También tuvo dos hijastros de su matrimonio con Schneider (hermana menor del novelista Dominique Schneider y heredera de la empresa siderúrgica y armamentística Schneider-Creusot), así como hijastros adultos del primer matrimonio de Barrault con Daniel Toscan du Plantier, también amigo de Vadim, quien lo definió como "un hombre feliz": "Era alguien en quien había mucha satisfacción hasta el final de su vida. Las películas no hacían más que reflejar su felicidad". Nathalie, su hija mayor, dijo a la biógrafa de Fonda Patricia Bosworth: "Jane fue el amor de la vida de mi padre".

## Escritura
Además de sus obras teatrales y cinematográficas, Vadim escribió varios libros, entre ellos las memorias «Memoires du Diable», «Le Gout du Bonheur: Souvenirs 1940-1958» y una autobiografía, D'une étoile à l'autre (De una estrella a otra), así como un relato sobre sus ex más famosas, Bardot, Deneuve & Fonda: My Life with the Three Most Beautiful Women in the World (Bardot, Deneuve y Fonda: mi vida con las tres mujeres más bellas del mundo), publicado en 1986.«Mi actitud es que si este libro me hace ganar un poco de dinero será una pequeña compensación por todo el dinero que ayudé a ganar a esas actrices», explicó Vadim. También escribió varias obras de teatro y libros de ficción, entre ellos L'ange affamé.

## Muerte
Vadim falleció de linfoma a los 72 años el 11 de febrero de 2000. A su funeral asistieron su viuda Barrault y sus exesposas Bardot, Fonda, Schneider y Stroyberg; no así sus exnovias Biderman y Deneuve. Está enterrado en el St. Tropez.

## Filmografía
- Et Dieu… créa la femme (1956)
- Sait-on jamais... (1957)
- Les Bijoutiers du clair de lune (1958)
- Les Liaisons dangereuses (1959)
- Et mourir de plaisir (1960)
- La Bride sur le cou (1961)
- Les Sept Péchés capitaux (1962)
- Le Repos du guerrier (1962)
- Le Vice et la vertu (1963)
- Château en Suède (1963)
- La Ronde (1964)
- La Curée (1966)
- Histoires extraordinaires (1968)
- Barbarella (1968)
- Si tu crois fillette... (Pretty Maids All in a Row) (1971)
- Hellé (1972)
- Don Juan ou Si Don Juan était une femme... (1973)
- La Jeune fille assassinée (1974)
- Une femme fidèle (1976)
- Bonheur, impair et passé (1977) (TV)
- Jeux érotiques de nuit (1980) (Night Games)
- The Hot Touch (1982)
- Surprise Party (1983)
- Le Voyageur (1983) (The Hitchhiker), serie de TV
- And God Created Woman (1988)
- Safari (téléfilm) (1991) (TV)
- Amour fou (1993) (TV)
- La Nouvelle tribu (1996), folletín de TV
- Mon père avait raison (1996) (TV)
- Un coup de baguette magique (1997) (TV)